# Osea Kolinisau
Osea Kolinisau (Suva, 17 november 1985) is een Fijisch rugbyspeler.

## Carrière
Met zijn ploeggenoten won Kolinisau in het seizoen 2015-2016 de World Rugby Sevens Series.
Kolinisau was aanvoerder van de ploeg van Fiji tijdens de Olympische Zomerspelen 2016 de Olympische gouden medaille. Dit was de eerste maal dat er door Fiji een gouden medaille gewonnen werd. Tijdens deze spelen was Kolinisau ook vlaggendrager namens zijn land tijdens de openingsceremonie.
Naar aanleiding van deze primeur werd er door de premier van Fiji Frank Bainimarama een nationale feestdag uitgeroepen.

## Erelijst

### Met Fiji
- Olympische Zomerspelen:  2016
- World Rugby Sevens Series: Winnaar 2015-16